# برقة (نابلس)
بُرقة هي قرية من قرى محافظة نابلس تحيط بها قرى بزاريا وسبسطية وعصيرة الشمالية. يبلغ عدد سكانها قرابة 4500  وتبلغ مساحة أراضيها 26,868 دونم, منها 480 دونم مساحة عمرانية و18500 دونم، مساحة أراضيها الكلية.
كان في القرية مدرسة ابتدائية للذكور ومدرسة ثانوية للإناث للصف الأول ثانوي وفيها مدرسة ثانوية مختلطة للفرعين الأدبي والعلمي. اما في الوقت الحالي يوجد مدرستي إناث ثانوية الي الصف الثاني ثانوي واساسية وكذلك مدرستي ذكور 

## التسمية
تعني بُرقة كلمة (بُرقة)، في اللغة العربية التلون، وقد ذكر ياقوت الحموي حوالي 100 مكان في الجزيرة العربية بهذا الاسم، وتعني هنا المكان الذي يحتوي على الحجارة الملونة وفي فلسطين هناك أكثر من مكان بهذا الاسم، ف (برقة نابلس) و(برقة (رام الله)). بالإضافة إلى (برقين) وإن كانت الأخيرة مشتقة من (بركة) وهي غرب جنين، ولا نستطيع نسيان بركوسيا غرب الخليل.

## الموقع
تقع على بعد 18 كم شمال غرب نابلس، يصلها طريق محلي معبد يربطها بالطريق الرئيسي نابلس – جنين وطوله 3.5كم، وترتفع حوالي 500 م عن سطح البحر. فيما يقع جزء من أراضي برقة على جبل القبيبات الواقع شمال القرية. يوجد موقع قديم للقرية تم تدميره بفعل الزلزال الذي ضرب فلسطين في القرن الحادي عشر.

## السكان
صلها عن سيلة الظهر..تحيط بها أراضي القرى المجاورة، يحدها من الشرق قريتي ياصيد وبيت إمرين، ومن الجنوب سبسطية ومن الغرب قريتي بزاريا ورامين ومن الشمال سيلة الحارثية و
من العائلات الموجودة في برقة: الحجة، آل سيف، صلاح، دغلس، أبو عمر.
بلغ عدد سكان القرية 4,137 نسمة في عام 2007، و4,444 نسمة في عام 2021.

## الاقتصاد
يعتمدون أهل القرية في رزقهم على الزراعة (الزيتون 2500 دونم والخضار 300 دونم، والفواكه 1500دونم). كما ويعتمد أيضاً على الحوالات المالية من أبنائهم في المهجر، وموظفي الحكومة الذين يشكلون نسبه كبيرة من العاملين. وبحسب نتائج المسح الميداني الذي قام به معهد أريج في سنة 2013 كان توزيع الأيدي العاملة حسب النشاط الإقتصادي في القرية:
- قطاع الزاعة ويشكل 50% من الأيدي العاملة.
- قطاع التجارة ويشكل 14% من الأيدي العاملة.
- قطاع الموظفين ويشكل 10% من الأيدي العاملة.
- قطاع الصناعة ويشكل 10% من الأيدي  العاملة.
- قطاع الخدمات ويشكل 10% من الأيدي العاملة.
- سوق العمل الإسرائيلي ويشكل 6% من الأيدي العاملة.[7]

## الأماكن الدينية والأثرية
يوجد في قرية برقة أربعة مساجد وهي: ومسجد أبو بكر الصدّيق، ومسجد أحمد إسماعيل، والمسجد الكبير، والمسجد الشرقي. كما يوجد بعض الأماكن والمناطق الأثرية في القرية، منها: قبة القبيبات، وقبّة بايزيد التي تحتوي على بئر ماء، ومنطقة المسوعدية التي تمر منها سكة القطار الحجازية القديمة، ومن الجدير ذكره أن جميع هذه المناطق غير مؤهلة للاستغلال السياحي باستثناء منطقة المسعودية فقد تم ّ البدء بترمي أجزاء منها لتكون مستغلة سياحياً)

## أعلام
- أبو محمد المقدسي